# 2370 van Altena
A 2370 van Altena (ideiglenes jelöléssel 1965 LA) a Naprendszer kisbolygóövében található aszteroida. Arnold Richard Klemola fedezte fel 1965. június 10-én.